# Dayah Tuha (Batee)
Dayah Tuha is een bestuurslaag in het regentschap Pidie van de provincie Atjeh, Indonesië. Dayah Tuha telt 273 inwoners (volkstelling 2010).